# Unia Europejska

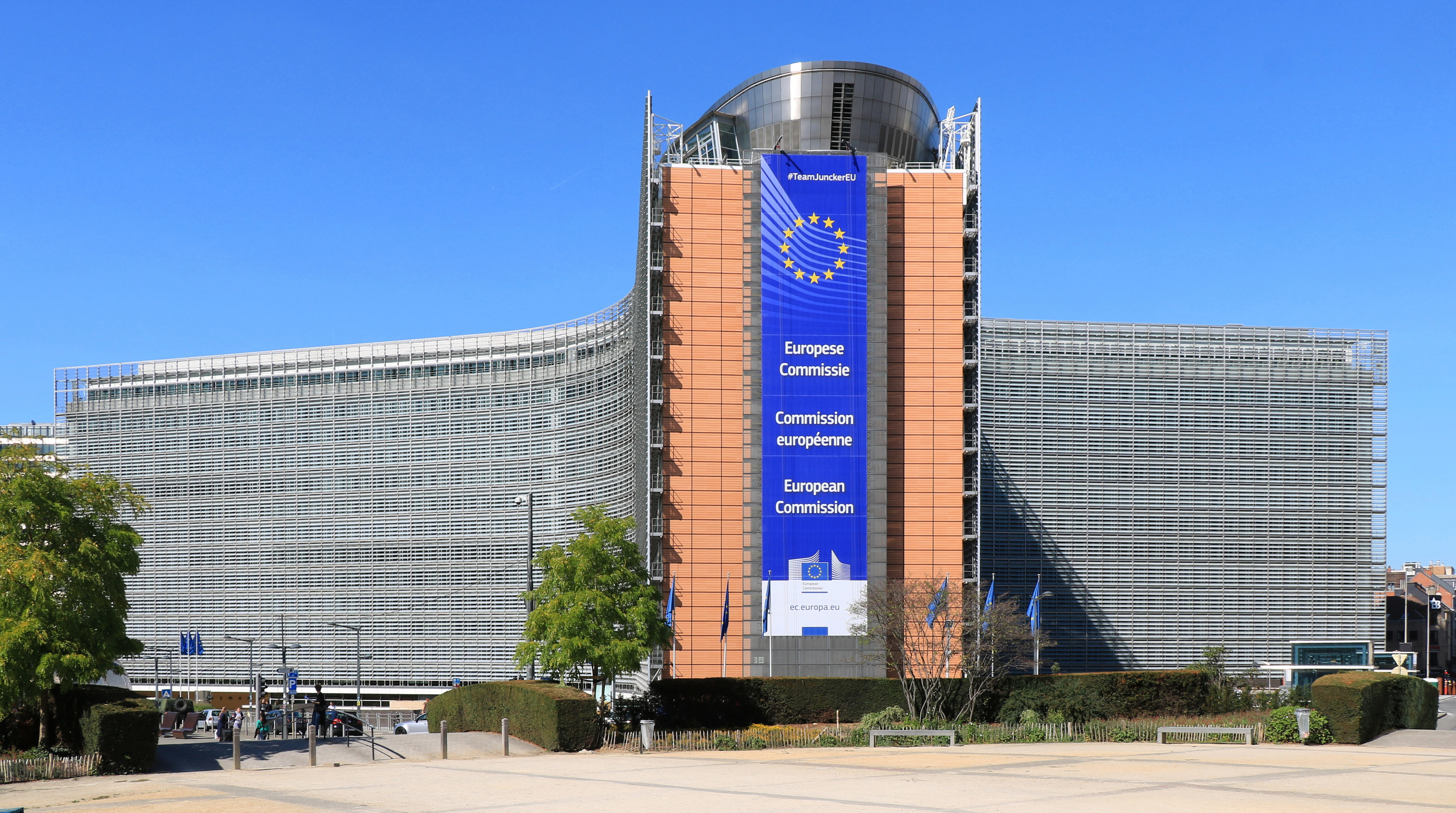
Budynek Berlaymont w Brukseli, siedziba Komisji Europejskiej

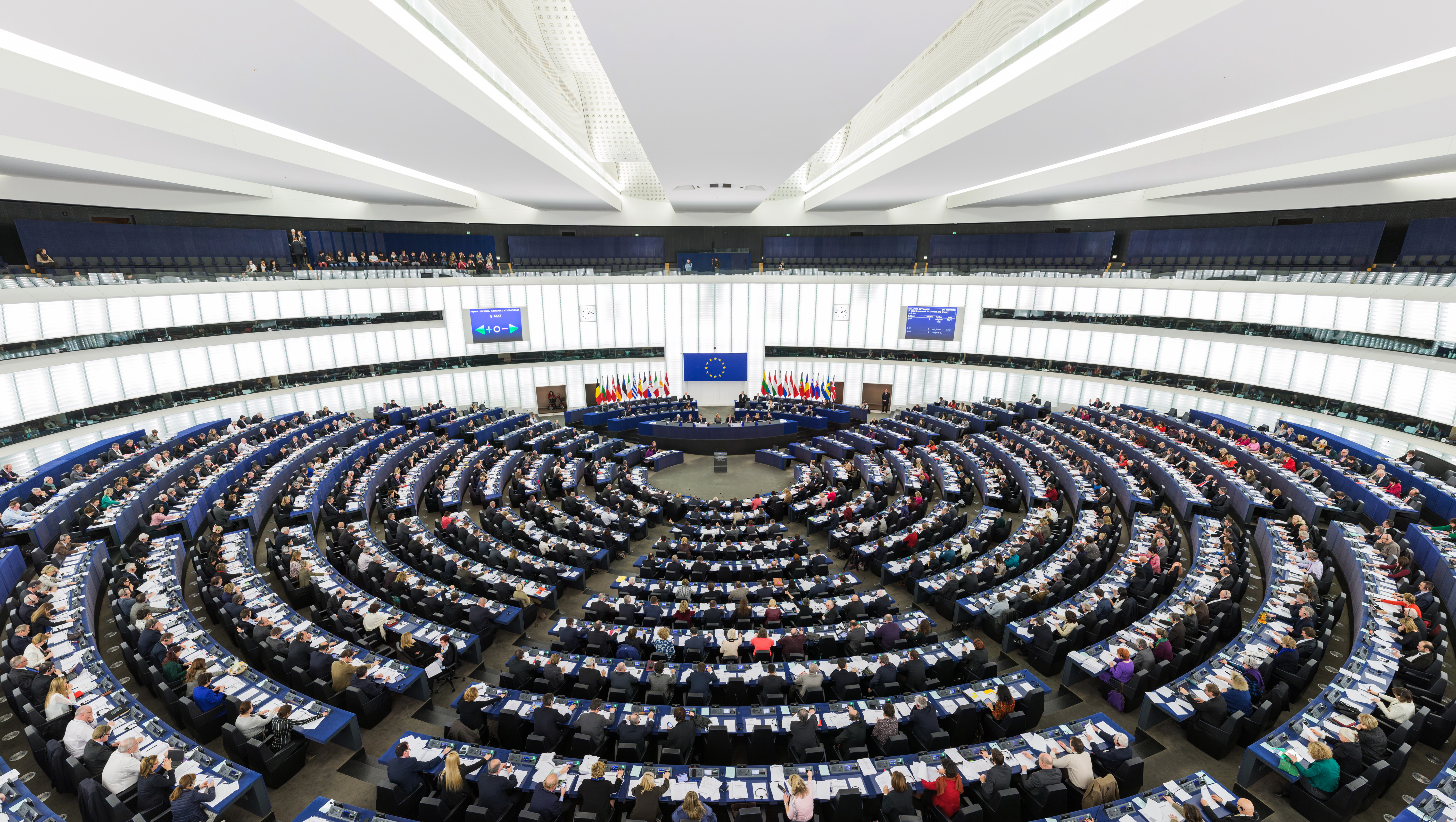
Sala obrad plenarnych Parlamentu Europejskiego w Strasburgu

Unia Europejska, UE (ang. European Union, EU) – gospodarczo-polityczny związek 27 demokratycznych państw europejskich. Unia powstała 1 listopada 1993 roku na mocy podpisanego 7 lutego 1992 traktatu z Maastricht – jako efekt wieloletniego procesu integracji politycznej, gospodarczej i społecznej. Korzenie współczesnej integracji europejskiej sięgają okresu powojennego i ograniczały się do 6 państw zachodnioeuropejskich. Państwa te tworzyły wiele form i sposobów współpracy, powoływały organizacje, instytucje i organy, których celem było wzmocnienie jedności między nimi. W 1993 nadrzędną wobec wszystkich poprzednich organizacji została Unia Europejska, sama otrzymując nieznaną wcześniej hybrydową formułę sui generis.
Unia Europejska jako organizacja międzynarodowa (w międzynarodowoprawnym tego słowa znaczeniu) funkcjonuje od 1 grudnia 2009. Równocześnie zastąpiła ona kilka form współpracy, w tym m.in. Wspólnotę Europejską. Proces integracji wykracza poza ściśle określone ramy geograficzne Europy. W określeniu europejskości Unii naczelną rolę odgrywają czynniki historyczne i kulturowe oraz wspólna tożsamość i identyfikacja z wartościami demokratycznymi.
Uważa się, że UE funkcjonuje na zasadach wywodzących się z filozofii i demokracji greckiej, prawa rzymskiego i tradycji chrześcijańskiej.
Początkiem powojennej integracji europejskiej było powstanie w 1952 Europejskiej Wspólnoty Węgla i Stali. W 1958 została utworzona Europejska Wspólnota Gospodarcza i to jej bezpośrednią następczynią jest Unia Europejska. Od czasu wejścia w życie traktatu lizbońskiego, tj. 1 grudnia 2009, podstawę prawną funkcjonowania stanowią Traktat o Unii Europejskiej (znany także jako traktat z Maastricht) oraz Traktat o funkcjonowaniu Unii Europejskiej. Integralną część Traktatów stanowią tabele ekwiwalencyjne, protokoły i wyjaśnienia. Duże znaczenie dla unijnego porządku prawnego ma też Karta praw podstawowych UE. Prawem wiążącym są również umowy międzynarodowe z państwami trzecimi (w tym układy stowarzyszeniowe), których stroną były Europejska Wspólnota Gospodarcza i Unia Europejska przed 2009 r. Dokończeniem acquis Unii są akty prawa wtórnego powstałe w oparciu o Traktaty i umowy międzynarodowe.

## Historia

### Historyczne idee zjednoczenia Europy
U podstaw europejskich tendencji zjednoczeniowych leży wspólna w znacznej części historia i kultura narodów zamieszkujących ten kontynent.
Od I wieku p.n.e. do V wieku n.e. większość zachodniej Europy i południowa część wschodniej znajdowała się w Imperium Rzymskim. Wyparcie Rzymu z południowych wybrzeży Morza Śródziemnego przez islam i ekspansja cywilizacji rzymskiej i grecko-chrześcijańskiej na północ połączona z upadkiem Cesarstwa Zachodniego doprowadziły do wytworzenia się kulturowej i gospodarczej wspólnoty europejskiej, która zastąpiła śródziemnomorską. Z tradycji Imperium Romanum w znacznej mierze czerpał natchnienie średniowieczny uniwersalizm europejski, który wyrażał się w ideach zwierzchnictwa cesarskiego (cezaropapizm) (Karolingowie, Ottonowie) lub papieskiego (papocezaryzm) nad światem chrześcijańskim.
Wraz z ekspansją zamorską poszczególnych państw, zniknięciem zagrożenia ze strony cywilizacji pozaeuropejskich i rozbiciem kulturowym Europy Zachodniej (reformacja i kontrreformacja) tendencje zjednoczeniowe w okresie nowożytnym osłabły. W wieku XVIII i XIX porządek europejski opierał się na systemie sojuszy monarchii (polityka równowagi sił), w którym główne role odgrywały, w znacznej mierze samowystarczalne, mocarstwa kolonialne (Wielka Brytania, Francja, Rosja, później Niemcy). Odstępstwem od tego stanu rzeczy był okres dominacji napoleońskiej na kontynencie w początkach XIX stulecia, charakteryzujący się centralizmem władzy, która roztaczała się od kanału La Manche po wschodnie granice ówczesnego Księstwa Warszawskiego.

### Wspólnoty europejskie
18 kwietnia 1951, poprzez podpisanie traktatu paryskiego, sześć krajów dało podwaliny nowej organizacji: Europejskiej Wspólnocie Węgla i Stali. Członkami założycielami były: Belgia, Francja, Holandia, Luksemburg, RFN i Włochy.
Celem Europejskiej Wspólnoty Węgla i Stali było utworzenie wspólnej puli produkcji węgla i stali, aby zapobiec wojnie gospodarczej. Było to urzeczywistnienie planu opracowanego przez Jeana Monneta, a upowszechnionego przez francuskiego ministra spraw zagranicznych Roberta Schumana. W dniu 9 maja 1950, który później został ustanowiony Dniem Europy, Schuman przedstawił propozycję utworzenia organizacji europejskiej, twierdząc, że jest to niezbędne do utrzymania pokojowych stosunków. Propozycja ta, znana jako deklaracja Schumana, jest uważana za początek dzisiejszej Unii Europejskiej. Brytyjczycy zostali zaproszeni do uczestnictwa, ale odmówili, nie chcąc rezygnować z narodowej suwerenności.
Europejska Wspólnota Węgla i Stali zaspokajała potrzeby gospodarcze rządów europejskich w ograniczonym tylko zakresie. Nie udało się także, pomimo czynionych prób, doprowadzić do integracji politycznej oraz militarnej. Wobec tego postanowiono zacieśnić współpracę gospodarczą i objąć nią dodatkowo:
- energetykę (zwłaszcza atomową),
- surowce,
- transport,
- rolnictwo.

Koncepcja ta stworzyła tzw. plan Beyena (holenderskiego ministra spraw zagranicznych). Plan zakładał integrację horyzontalną, obejmującą całą gospodarkę, nie zaś tylko poszczególne jej gałęzie. W efekcie w 1955 na konferencji w Mesynie zebrali się ministrowie spraw zagranicznych państw „szóstki” tworzącej EWWiS i przyjęli tzw. rezolucję z Mesyny.
Zakładała ona:
- merytoryczną rozbudowę wspólnych instytucji europejskich,
- stopniową fuzję gospodarki narodowej,
- stworzenie wspólnego rynku,
- harmonizację polityki socjalnej.

Od powyższych pomysłów odcięła się Francja. Po konferencji mesyńskiej powstała specjalna komisja do opracowania koncepcji wspólnoty gospodarczej i współpracy w dziedzinie energii atomowej. W wyniku jej prac, w 1956 powstał tzw. raport Spaaka, belgijskiego polityka, pod którego przewodnictwem komisja pracowała. On to właśnie stanowił podstawę trwających bez mała rok rokowań, które doprowadziły do przyjęcia dwóch traktatów rzymskich podpisanych 25 marca 1957 w Rzymie. Pierwszy ustanawiał Europejską Wspólnotę Gospodarczą (EWG), a drugi Europejską Wspólnotę Energii Atomowej (Euratom). Traktaty weszły w życie 1 stycznia 1958.
Trzy wspólnoty europejskie już od 1958 miały wspólne niektóre organy (Zgromadzenie Parlamentarne i Trybunał Sprawiedliwości). Pełne połączenie instytucjonalne nastąpiło w 1967, gdy wszedł w życie tzw. traktat fuzyjny.
Liczba członków wspólnot zwiększyła się w 1973, gdy przyłączyły się do nich Wielka Brytania, Dania i Irlandia. Kandydująca wówczas Norwegia nie zdecydowała się na akcesję z powodu sprzeciwu swoich obywateli.

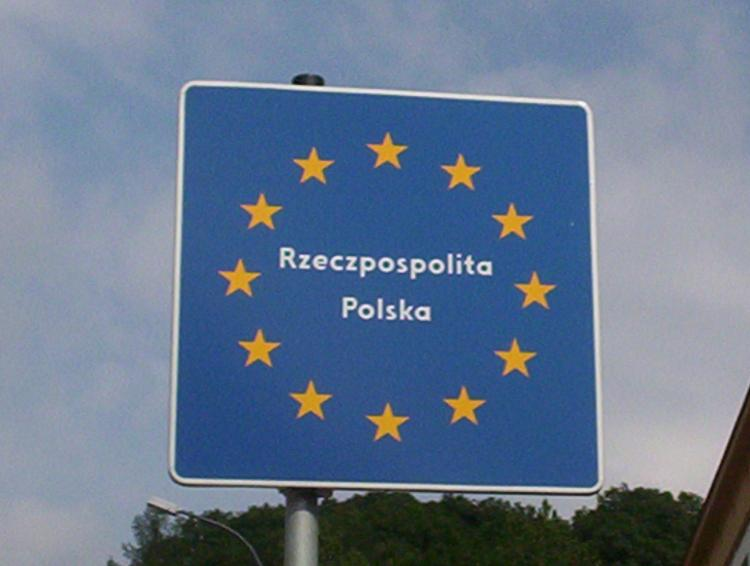
Granica polsko-czeska w Cieszynie. Dzięki układowi z Schengen zniesiono kontrole graniczne między państwami-sygnatariuszami. Komisja Europejska – na zasadzie dwustronnych porozumień – dopuściła do układu państwa spoza UE: Norwegię, Islandię, Szwajcarię i Liechtenstein

Drugie rozszerzenie nastąpiło w latach 80., kiedy do EWG przystąpiły Grecja (w 1981) oraz Hiszpania i Portugalia (w 1986).
W 1985 doszło do pierwszego przypadku opuszczenia wspólnot: wystąpiła z nich Grenlandia, autonomiczna część Danii.
Wraz ze zjednoczeniem Niemiec, w 1990, w skład Unii Europejskiej weszło terytorium dawnej Niemieckiej Republiki Demokratycznej.
Trzecie rozszerzenie (już do Unii Europejskiej) nastąpiło w 1995, kiedy przyjęto Austrię, Szwecję i Finlandię (Norwegia, w wyniku referendum z 1994 roku, ponownie odmówiła wstąpienia).
W 1985 uzgodniono w układzie z Schengen utworzenie systemu wspólnej kontroli granic i zniesienie wizowych granic wewnętrznych w obrębie Francji, krajów Beneluksu i RFN. W ramach Wspólnot stopniowo doszło do utworzenia wspólnego jednolitego rynku poprzez likwidację barier celnych, wprowadzanie wspólnych norm prawnych i technicznych. Równolegle dochodziło też do zacieśniania więzi politycznych między krajami Wspólnot. W 1986 podpisano Jednolity akt europejski, zwiększający kompetencje EWG.

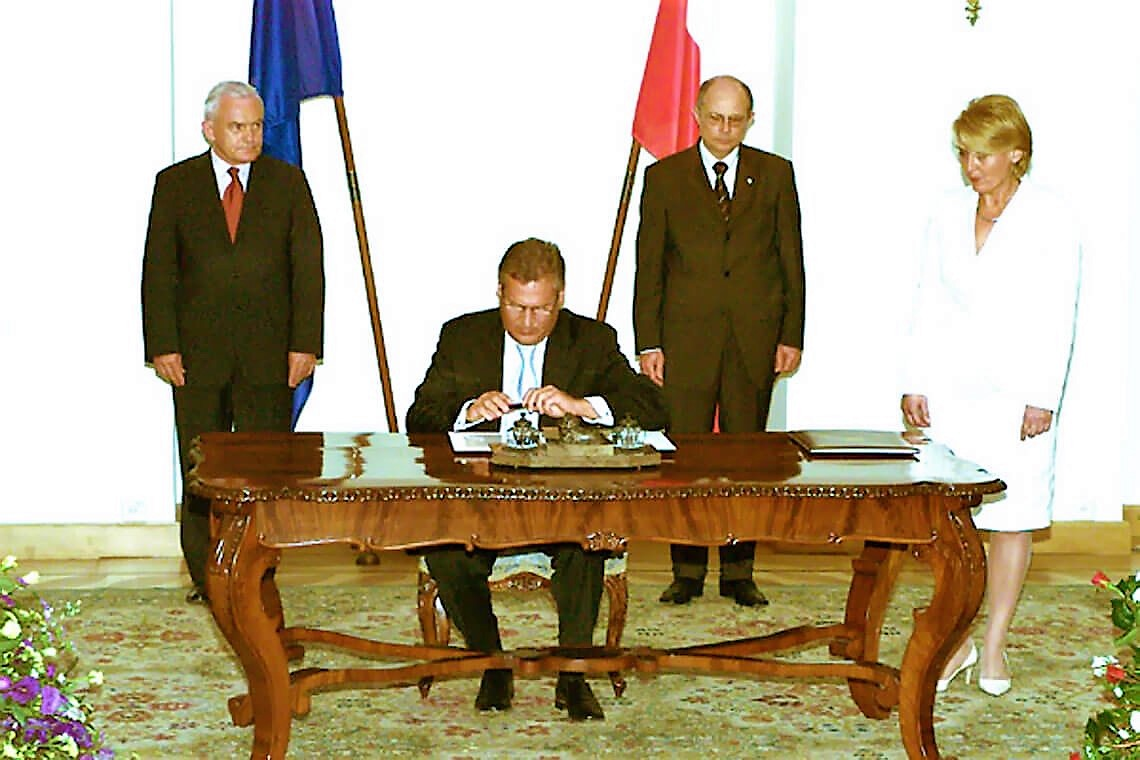
Podpisanie przez prezydenta Kwaśniewskiego traktatu o przystąpieniu Polski do Unii Europejskiej

### Unia
7 lutego 1992 został podpisany Traktat o Unii Europejskiej – tak zwany traktat z Maastricht, na mocy którego 1 listopada 1993 powstała Unia Europejska.
Traktat nie likwidował wspólnot europejskich, zmienił jedynie nazwę EWG na Wspólnotę Europejską. W Maastricht znacznie rozszerzono zakres wspólnej polityki gospodarczej i opracowano harmonogram wprowadzenia unii gospodarczej i walutowej (jej efektem było wprowadzanie wspólnej waluty euro od 1999). Do procesu integracji formalnie wzmocniono politykę zagraniczną, dodano politykę bezpieczeństwa (militarnego) oraz współpracę w zakresie bezpieczeństwa wewnętrznego i współpracy administracyjnej państw członkowskich.
Kolejną ważną umową był tzw. traktat amsterdamski z 2 października 1997, który częściowo zmienił i jednocześnie rozszerzył wcześniejsze ustalenia z Maastricht. 26 lutego 2001 podpisano tzw. traktat nicejski reformujący instytucje unijne w celu zapewnienia sprawnego funkcjonowania po kolejnym rozszerzeniu UE. Na szczycie w Nicei proklamowano również Kartę praw podstawowych UE, mającą gwarantować prawa człowieka i swobody obywatelskie.
16 kwietnia 2003 przedstawiciele rządów 15 państw członkowskich i 10 kandydujących podpisali w Atenach traktat akcesyjny, rozszerzający Unię, w wyniku czego 1 maja 2004 doszło do największego rozszerzenia w historii UE – do wspólnoty wstąpiło 10 krajów: Estonia, Łotwa, Litwa, Polska, Czechy, Słowacja, Węgry, Słowenia, Malta i Cypr.
25 kwietnia 2005 Bułgaria i Rumunia podpisały traktat akcesyjny w Luksemburgu, otwierający tym krajom drogę do wejścia do Unii Europejskiej, które nastąpiło w dniu 1 stycznia 2007.
Po podpisaniu traktatu akcesyjnego w grudniu 2011, 1 lipca 2013 do Unii Europejskiej oficjalnie wstąpiła Chorwacja, powiększając UE do 28 państw członkowskich.
Gdy zakończyła się ratyfikacja traktatu lizbońskiego, wszedł on w życie 1 grudnia 2009.

### Pokojowa Nagroda Nobla

Zmiany przynależności krajów członkowskich do Unii Europejskiej w czasie

W 2012 Unia Europejska otrzymała Pokojową Nagrodę Nobla. Komitet Noblowski w uzasadnieniu decyzji, oświadczył o „uznaniu roli jaką UE odegrała w przekształcaniu Europy z kontynentu wojny w kontynent pokoju”. Thorbjørn Jagland, przewodniczący Komitetu, podkreślił zasługi Unii Europejskiej w procesie „pokoju, pojednania, demokracji i praw człowieka w Europie”. Unia Europejska jest 21. organizacją międzynarodową, której przyznano tę nagrodę od 1901 roku.

## Geografia
Państwa członkowskie Unii Europejskiej zajmują obszar ok. 4,233 mln.km², a ich populacja przekracza 445 milionów osób. Najwyższy szczyt na tym terenie to Mont Blanc w Alpach, wznoszący się na wysokość ponad 4808 m n.p.m., najniżej położone punkty natomiast to Lammefjorden w Danii i Zuidplaspolder w Holandii (niemal 7 m p.p.m.).

### Państwa członkowskie
| Rok wstąpienia | Państwa członkowskie UE                                                              | Organizacja                      |
| -------------- | ------------------------------------------------------------------------------------ | -------------------------------- |
| 1957           | Belgia, Francja, Holandia, Luksemburg, RFN (od 1990 jako zjednoczone Niemcy), Włochy | Europejska Wspólnota Gospodarcza |
| 1973           | Dania, Irlandia, Wielka Brytania*                                                    | Wspólnota Europejska             |
| 1981           | Grecja                                                                               | Wspólnota Europejska             |
| 1986           | Hiszpania, Portugalia                                                                | Wspólnota Europejska             |
| 1995           | Austria, Finlandia, Szwecja                                                          | Unia Europejska                  |
| 2004           | Cypr, Czechy, Estonia, Litwa, Łotwa, Malta, Polska, Słowacja, Słowenia, Węgry        | Unia Europejska                  |
| 2007           | Bułgaria, Rumunia                                                                    | Unia Europejska                  |
| 2013           | Chorwacja                                                                            | Unia Europejska                  |

Od 1 lutego 2020 w skład UE wchodzi 27 państw.
| Rok wystąpienia | Państwo odchodzące z UE | Rok wstąpienia | Organizacje                           | Referendum      |
| --------------- | ----------------------- | -------------- | ------------------------------------- | --------------- |
| 2020            | Wielka Brytania         | 1973           | Wspólnota Europejska, Unia Europejska | 23 czerwca 2016 |

### Państwa kandydujące
Unia, zgodnie ze swoimi deklaracjami z Kopenhagi i Madrytu, otwarta jest na każde demokratyczne państwo europejskie o rozwiniętej gospodarce rynkowej.
Obecnie status kandydata posiadają: Albania, Czarnogóra, Macedonia Północna, Serbia, Turcja, Mołdawia, Ukraina, Bośnia i Hercegowina oraz Gruzja. Kosowo aspiruje do tego miana.
Unia wymaga stopniowego dostosowywania prawa krajowego do acquis Unii, pełnego poszanowania praw człowieka, liberalizacji gospodarki i stopniowego otwierania się na wspólny rynek. Najdłużej na akcesję czeka Turcja, która była stowarzyszona z ówczesnymi wspólnotami europejskimi od 1963, a wniosek o przyjęcie do EWG czeka od roku 1987. Obecną formą jej powiązania z UE jest unia celna.

## Charakter organizacji
Unia Europejska stanowi przypadek sui generis („szczególnego rodzaju”) w stosunkach międzynarodowych – jest tworem, który nigdy wcześniej nie istniał w historii powszechnej i był nieznany historii stosunków międzynarodowych. Do grudnia 2009 UE była kombinacją struktur ponadnarodowych (ponadpaństwowych, uwspólnotowionych) oraz międzyrządowych (międzynarodowych). Posiada cechy zarówno organizacji międzynarodowej (przy czym Unia Europejska do 2009 nie była nawet organizacją międzynarodową w prawnym tego słowa znaczeniu), jak i konfederacji czy nawet państwa federalnego. Wśród teoretyków prawa, politologii i stosunków międzynarodowych trwa spór, za co dokładnie można uznać Unię. Federaliści doszukują się w niej państwa federacyjnego lub konfederacji. Zwolennicy koncepcji Europy ojczyzn wykazują, że fundament stanowi jedynie współpraca między państwami, co determinuje istnienie organizacji międzynarodowej. Ścierają się zarówno odrębne wizje poszczególnych państw członkowskich, jak i doktryn politycznych.
Proces ten dodatkowo związany jest z powstawaniem inicjatyw, które były realizowane wewnątrz Wspólnot (w ramach zasady wzmocnionej współpracy i elastyczności) bądź obok nich, a które to stawały się ostatecznie częścią dorobku prawnego Unii Europejskiej i zalążkiem nowych polityk współpracy (np. układ z Schengen, Unia Gospodarcza i Walutowa). Najbardziej zawiły był status osobnych organizacji międzynarodowych powołanych przez część lub wszystkich członków UE (Unia Zachodnioeuropejska, Europejska Agencja Kosmiczna, Rada Europy), które w swych działaniach uzupełniają i wspomagają polityki prowadzone w ramach Unii Europejskiej, a przez co niesłusznie są z nią mylone. Zastanawiano się, jak te odrębne organizacje umieścić w skomplikowanej strukturze prawnej zintegrowanego kontynentu europejskiego i jak umieścić prawo Unii w prawie międzynarodowym.
Ten układ prawny w sferze wewnętrznej, jak i zewnętrznej, zreformował traktat lizboński. Zlikwidował on podział Unii na filary, nadał jej osobowość prawną i podmiotowość prawnomiędzynarodową, zlikwidował Wspólnotę Europejską. Wraz z likwidacją Wspólnoty Europejskiej Unia stała się jej następcą prawnym oraz otrzymała status organizacji międzynarodowej.
Unia Europejska jest unikatową formą tego typu na arenie międzynarodowej mającą ok. 30-procentowy udział w światowym PKB. Jej rola jako światowego mocarstwa w polityce zagranicznej wzrasta, tworzone są unijne placówki dyplomatyczne, a sama UE jest członkiem m.in.: Światowej Organizacji Handlu, G7 i G20. Ciągle jednak głównymi aktorami i reżyserami polityki zagranicznej UE są państwa członkowskie, a nie ośrodki ponadnarodowe. Od lat 90. XX wieku wzrasta też wojskowy aspekt Unii Europejskiej, oparty początkowo na powstałej w latach 40. XX wieku Unii Zachodnioeuropejskiej, a którego obecnie główny trzon stanowi wspólna polityka bezpieczeństwa i obrony. Najnowszą polityką UE jest polityka kosmiczna. Realizowana jest ona w oparciu o współpracę z Europejską Agencją Kosmiczną, jednak nie wszyscy członkowie UE są członkami EAK.
Cechy UE świadczące o jej charakterze:
Organizacja międzynarodowa
- Rada Europejska
- Przewodniczący UE
- Prezydencja i Trojka (powoływanie, rotacyjny charakter)
- wspólna polityka zagraniczna i bezpieczeństwa – liczne rozbieżności w stanowiskach poszczególnych państw (np. Irak, Kosowo), domniemana kompetencja państw, opt-out Danii
- wspólna polityka bezpieczeństwa i obrony – konstytucyjna i traktatowa neutralność Austrii, deklaratywna polityka neutralności Szwecji, Finlandii i Irlandii, opt-out Danii
- klauzula obronna nawiązująca do KNZ – brak zgody na ściślejszy, wspólny sojusz z casus foederis nawiązujący do UZE, postrzeganie NATO i Stanów Zjednoczonych jako głównego gwaranta pokoju i stabilności w Europie do 2025, patrz Gotowość 2030
- konieczność akceptacji przez państwa członkowskie każdej umowy międzynarodowej UE z państwem trzecim
- klauzule opt-out, zasada elastyczności
- Zasada ograniczonej kompetencji
- zasada poszanowania tożsamości narodowej państw członkowskich
- brak ogólnounijnej opinii publicznej kontrolującej Komisję Europejską
- brak paneuropejskich partii politycznych w wyborach do Parlamentu, wybory odzwierciedlają krajową scenę polityczną
- brak paneuropejskich mediów, silny narodowy i językowy charakter mediów w UE
- brak jednej reprezentacji w wydarzeniach sportowych
- brak powiązania wyboru Komisji z frakcjami w Parlamencie
- brak jednolitej polityki fiskalnej, budżet zasilany składkami państw członkowskich będącymi wyłącznymi poborcami podatków
- kwoty procentowe dla narodowości w urzędach i instytucjach UE
- brak możliwości członkostwa w organizacjach międzynarodowych zarezerwowanych tylko dla państw (np. ONZ, RE)
- narodowy charakter armii, policji i służb specjalnych, odpowiedzialność państw członkowskich za utrzymanie prawa i porządku
- możliwość wyjścia z Unii
- przystąpienie do Unii na podstawie umowy międzynarodowej
- rewizja Traktatów musi być zgodna z konstytucyjnymi wymogami państw członkowskich
- nieposiadanie suwerennej władzy przez instytucje UE, nieposiadanie własnego terytorium
- brak członkostwa w Unii Europejskiej terytoriów zależnych i specjalnych (np.: Wysp Owczych, Wallis i Futuny itd.)

Konfederacja
- Rada Unii Europejskiej (szczególnie COREPER)
- Parlament Europejski
- Wysoki przedstawiciel ds. zagranicznych i polityki bezpieczeństwa
- Europejski System Banków Centralnych
- procedura wyboru Komisji Europejskiej (de facto przez Radę Europejską)
- podejmowanie większości decyzji drogą konsensusu
- konstrukcja budżetu: składki członkowskie, niezależne dochody własne
- rynek wewnętrzny i polityki gospodarcze
- obszar wolności bezpieczeństwa i współpracy, europejski nakaz aresztowania, współpraca sądowa, prokuratur i policyjna (Eurojust, Europol, Europejski Oskarżyciel Publiczny)
- wspólna polityka azylowa, wizowa i imigracyjna
- możliwość zawierania umów międzynawowych, obecność na arenie międzynarodowej łącznie z obecnością państw członkowskich (np. G7, G20, Kwartet bliskowschodni)
- dyrektywy
- programy i fundusze, wsparcie regionów
- Misje pokojowe, wewnętrzny i zewnętrzny (ONZ, OBWE) mandat do odbywania takowych misji przez UE
- koordynacja podatków, podatek VAT
- obywatelstwo Unii – uzupełniające względem obywatelstwa krajowego
- zasada subsydiarności
- zasada solidarności państw członkowskich
- zasada proporcjonalności
- Komitet Regionów – reprezentacja innego szczebla niż narodowy w procesie legislacji
- zawarcie na podstawie umowy międzynarodowej, korzenie w prawie międzynarodowym
- wspólna aksjologia, odwoływanie się do wspólnego dziedzictwa kulturowego i historycznego, podobne postrzeganie prawa i demokracji, próby tworzenia wspólnej tożsamości

Federacja
- Komisja Europejska
- dwuizbowy Trybunał Sprawiedliwości Unii Europejskiej
- Europejska Służba Działań Zewnętrznych – zalążek własnej, ponadnarodowej administracji zewnętrznej
- Europejski Bank Centralny
- agencje specjalistyczne
- procedura wyboru Parlamentu
- głosowanie kwalifikowaną większością w Radzie Unii Europejskiej, głosy dzielone według potencjału ludnościowego
- wspólna waluta euro
- zapowiedź przystąpienia do EKPC
- status nadzwyczajnego obserwatora w Zgromadzeniu Ogólnym ONZ
- pierwszeństwo prawa unijnego nad porządkami prawnymi państw członkowskich, nawet nad ich konstytucjami
- bezpośrednia skuteczność, bezpośrednie obowiązywanie, bezpośrednie stosowanie prawa unijnego
- zasada przymusowej egzekucji aktów indywidualnych prawa unijnego w państwach członkowskich, zasada odpowiedzialności odszkodowawczej państw członkowskich wobec jednostek za naruszenie prawa unijnego, zasada wykładni prawa krajowego zgodnie z prawem unijnym
- własny budżet przez co zapewniona jest autonomia finansowa
- możliwość wniesienia obywatelskiego projektu ustawy do władz Unii
- debaty telewizyjne z udziałem kandydatów na szefa Komisji Europejskiej (pierwszy raz w historii debata odbyła się w kwietniu 2014 roku)
- unia celna (kodeks celny), jednolity rynek (swoboda przepływu osób, kapitału, usług, towarów, przedsiębiorczości, paneuropejskie formy przedsiębiorstw)
- wspólna polityka handlowa oraz inne polityki, w których wyłączną kompetencję ma UE
- rozporządzenia
- podmiotowość prawnomiędzynarodowa, możliwość członkostwa w niektórych organizacjach międzynarodowych (np. WTO)
- symbole: hymn, flaga
- układ z Schengen, brak kontroli granicznych, wspólna ochrona granic zewnętrznych
- Autonomia prawa – odrębność prawa unijnego od prawa międzynarodowego i prawa krajowego (wewnętrznego), niemożność powołania się na prawnomiędzynarodowe zasady przy niewypełnianiu prawa UE przez państwa członkowskie
- zasada niedyskryminacji (szczególnie w kontekście narodowości i pochodzenia etnicznego)
- bierne i czynne prawo wyborcze w wyborach lokalnych i regionalnych dla każdego obywatela UE w dowolnym państwie zamieszkania bez konieczności posiadania obywatelstwa kraju zamieszkania

### Cele
W TUE w artykule 3 wśród celów Unii wymienione są między innymi:
- promowanie ekonomicznego i społecznego postępu poprzez zacieśnianie współpracy gospodarczej i likwidowanie barier w obrocie handlowym między państwami członkowskimi
- wzmacnianie obrazu Unii jako jednego ciała politycznego mówiącego jednym głosem na arenie międzynarodowej poprzez prowadzenie wspólnej polityki zagranicznej
- dążenie do stworzenia obywatelstwa europejskiego i poczucia przynależności do jednej wspólnoty u zwykłych obywateli poprzez zapewnienie jednakowych norm prawnych i pełnej swobody przepływu ludzi w obrębie Unii
- rozwijanie obszaru wolności, bezpieczeństwa i sprawiedliwego traktowania, którym ma być UE poprzez wprowadzanie wspólnych norm prawnych, socjalnych i stałą poprawę poziomu życia państw uboższych
- ujednolicenie struktury gospodarczej krajów członkowskich, wyrównanie rozwoju gospodarczego regionów
- polepszenie standardów życia.

### Kompetencje, polityka i główne obszary działań
Art. 2 TFUE określa i rozdziela kompetencje Unii Europejskiej, jednocześnie dzieląc je pomiędzy instytucje ponadnarodowe i państwa członkowskie.
Kompetencje wyłączne to kompetencje, w których pierwszeństwo posiada Unia i jej instytucja. Państwa mogą podjąć działania za uprzednią zgodą UE. Są to funkcjonowanie rynku wewnętrznego, unia celna, polityka monetarna krajów, które przyjęły walutę euro, zasoby morskie i polityka rybołówstwa, wspólna polityka handlowa.
Kompetencje dzielone to kompetencje, w których Unia i państwa członkowskie wspólnie stanowią prawo, lecz tylko tam, gdzie Unia nie wykonała swoich kompetencji lub zaprzestała wykonywać swoją kompetencję. Są to: wspólny rynek, polityka społeczna (w zakresie spraw wymienionych w Traktacie), spójność ekonomiczna, społeczna i terytorialna, rolnictwo i połów ryb (wyłączając morskie zasoby), ochrona środowiska, ochrona konsumencka, transport, sieci, drogi i połączenia transeuropejskie, energia, przestrzeń wolności, bezpieczeństwa i sprawiedliwości, ochrona zdrowia i bezpieczeństwo publiczne (w zakresie spraw wymienionych w Traktacie).
Kompetencje wspomagające mają charakter koordynujący, wspierający i uzupełniający jednak bez harmonizacji prawa w tych obszarach. Są to: ochrona i polepszanie ludzkiego zdrowia, przemysł, kultura, turystyka, edukacja, młodzież, sport i doradztwo zawodowe, ochrona obywatelska, współpraca administracyjna.
Art. 2 TFUE w dalszej części wspomina ogólne kompetencje Unii ws. gospodarczych i zatrudnienia. Szczególnymi kompetencjami posługuje się wspólna polityka zagraniczna i bezpieczeństwa.
Niewymieniona z nazwy w określonych kompetencjach jest polityka w zakresie badań, rozwoju technologicznego oraz przestrzeni kosmicznej.

### Budżet
Środki pieniężne Unii Europejskiej gromadzone są przez państwa członkowskie i przekazywane do unijnego budżetu. Zgodnie z prawem środki te stanowią zasoby własne Unii Europejskiej. Źródła wpływów do budżetu:
- Cło – znaczne wpływy jakie pojawiają się w budżecie pochodzą z tej formy podatku, co prawda kraje członkowskie cła nie płacą, ale ta opłata obowiązuje kraje, które do Unii nie należą, a eksportują towary na jej obszar.
- Podatek od towarów i usług (podatek VAT), kraje członkowskie zobowiązane są wpłacać do budżetu pewien procent ogólnej sumy wpływów jakie uzyskane zostały z tego podatku.
- Produkt Narodowy Brutto – każdy kraj członkowski wpłaca do budżetu Unii 0,73 procent wartości PNB, to największa forma wpływów do budżetu
- Inne podatki – np. od wynagrodzeń pracowników zatrudnionych w Instytucjach Unijnych.
- Kary finansowe – państwa członkowskie płacą kary finansowe za niestosowanie się do przepisów, za niewłaściwe wydatkowanie dotacji unijnych.

### Instytucje, organy i agencje
Unia Europejska wykształciła specyficzny dla siebie system rządzenia. Opiera się na wykształceniu odrębnej od władz krajowych administracji wykonawczej szczebla unijnego na czele z Komisją Europejską. Funkcje prawodawcze skupia Rada Unii Europejskiej, czyli ministrowie poszczególnych sektorów. Ten szczebel zapewnić ma ochronę narodowych interesów państw członkowskich. W procesie legislacji bierze także udział wybierany w wyborach powszechnych Parlament Europejski. Trójpodział władzy dopełnia Trybunał Sprawiedliwości Unii Europejskiej, będący swoistym Trybunałem Konstytucyjnym i Sądem Najwyższym. Bada on zgodność przepisów unijnych z Traktatami oraz poprawne wykonywanie prawa UE w państwach członkowskich. Charakterystycznym dla organizacji międzynarodowej są spotkania szefów rządów i głów państw – tutaj w formie zinstytucjonalizowanej Rady Europejskiej. W systemie prawnym nie spełnia żadnych funkcji poza „wyznaczaniem celów i kierunków działań”, de facto jest najważniejszą z instytucji.
Lista najważniejszych osób w systemie instytucjonalnym Unii na podstawie europa.eu:

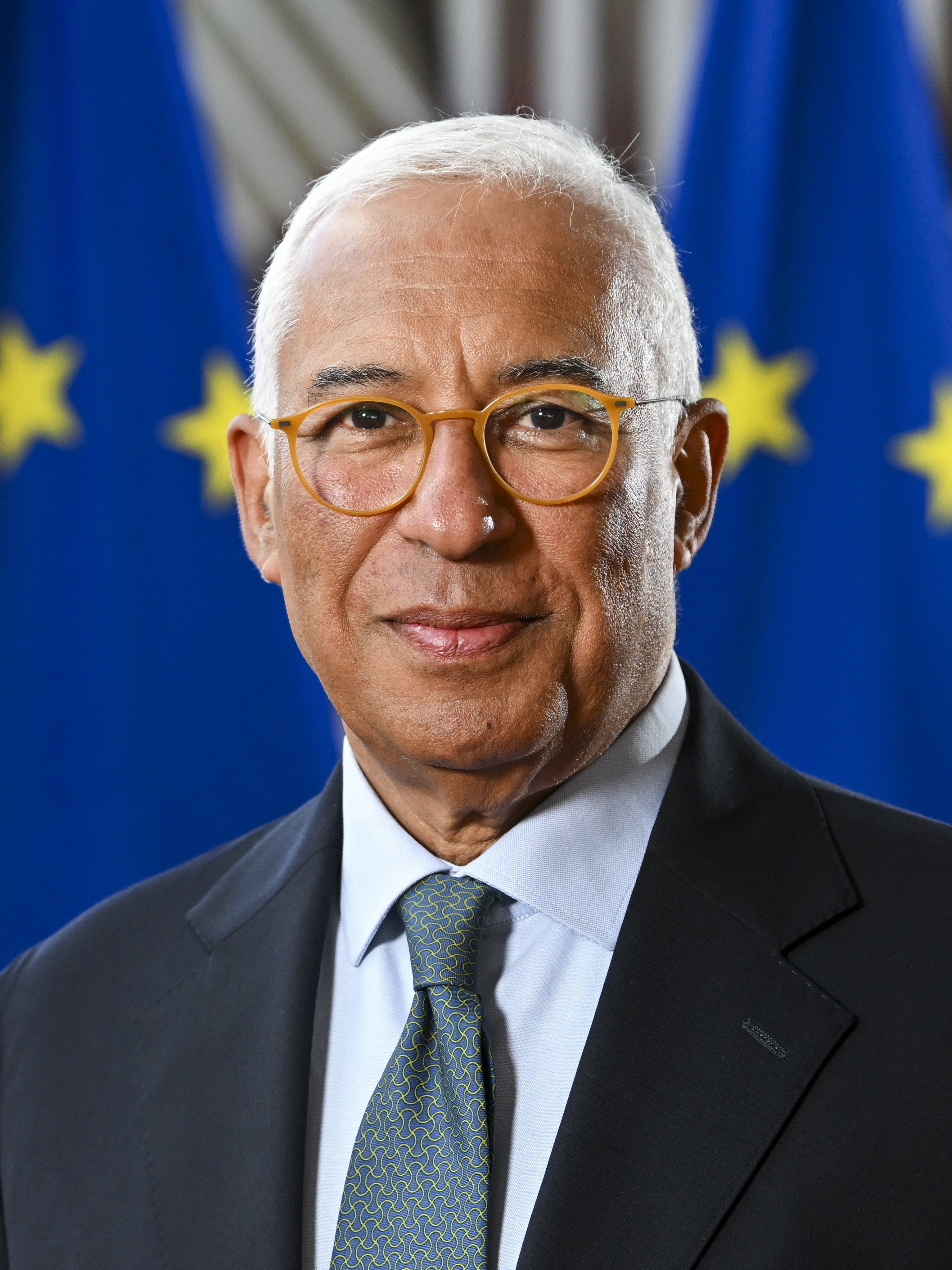
António Costa Przewodniczący Rady Europejskiej
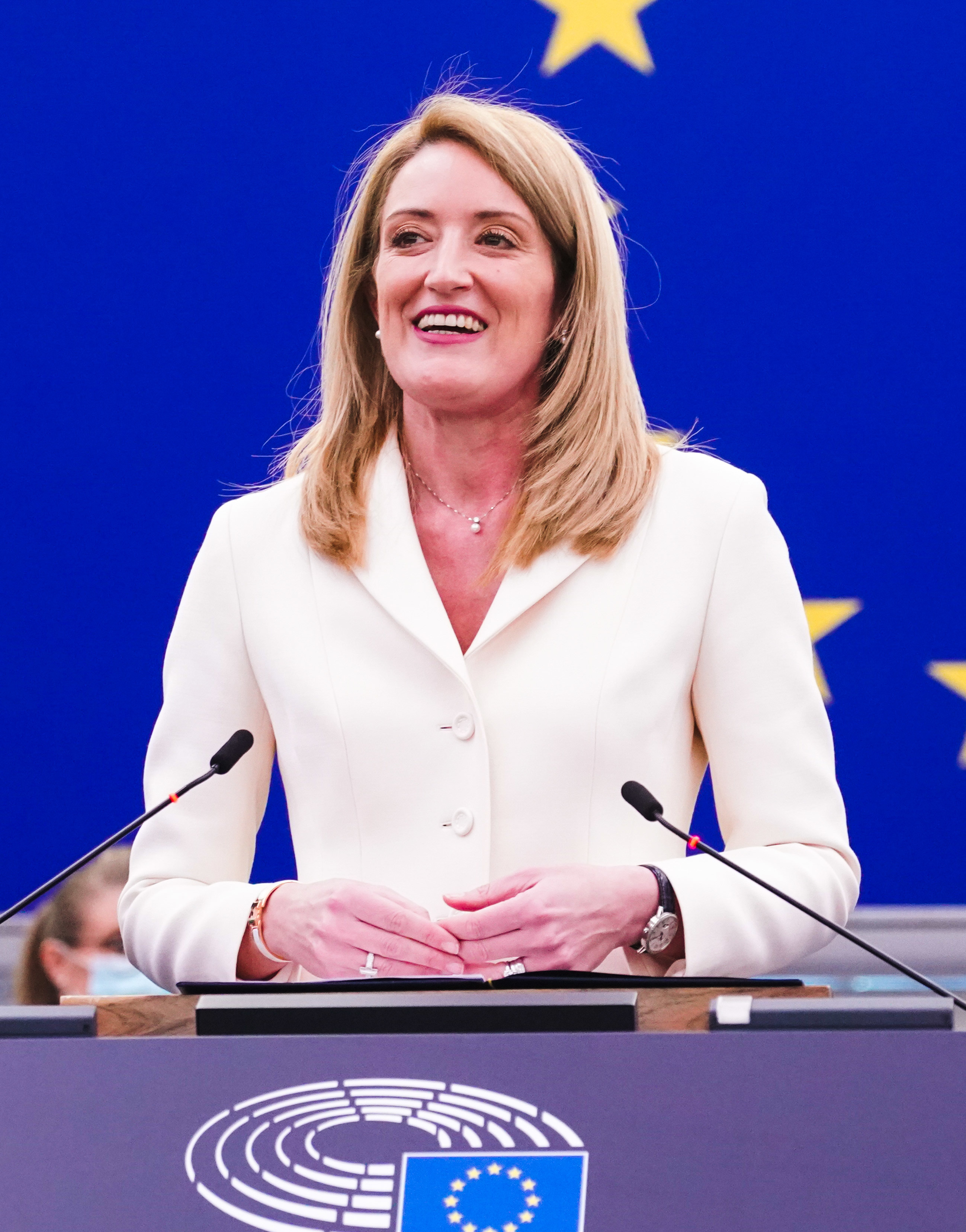
Roberta Metsola Przewodnicząca Parlamentu Europejskiego
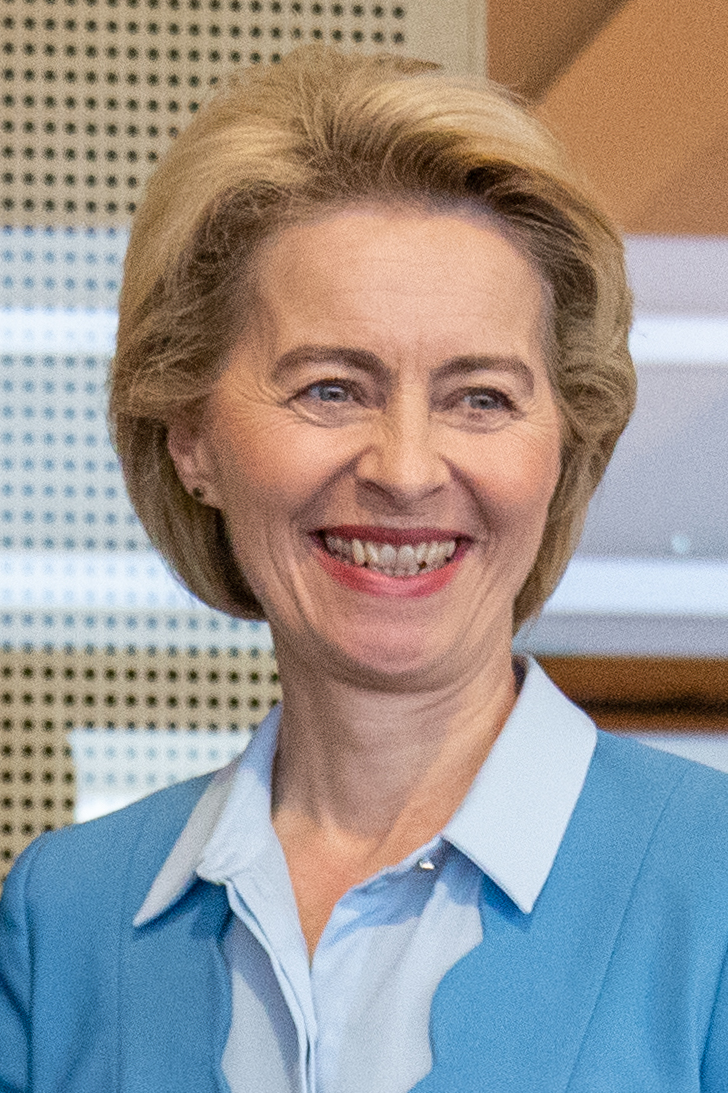
Ursula von der Leyen Przewodnicząca Komisji Europejskiej
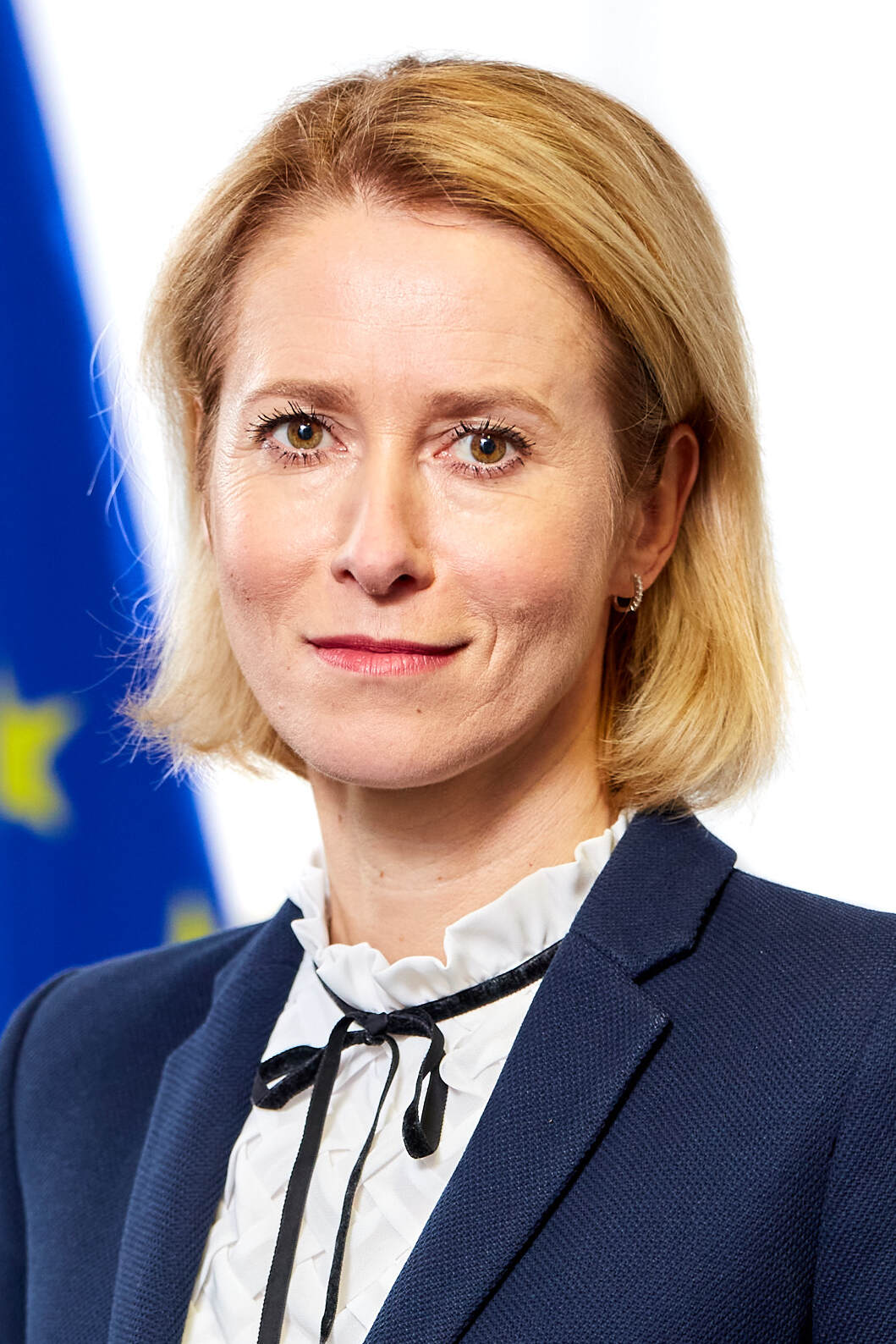
Kaja Kallas Wiceprzewodnicząca Komisji, wysoki przedstawiciel Unii do spraw zagranicznych i polityki bezpieczeństwa

## Prawo
14 listopada 1991 Trybunał Sprawiedliwości stwierdził, że Traktat ustanawiający Europejską Wspólnotę Gospodarczą należy pojmować jako konstytucyjną kartę ustanawiającą podstawowe zasady prawa wspólnotowego. Obecnie za takową konstytucję Unii należy uznać Traktat o Unii Europejskiej oraz wspomniany w orzeczeniu Traktat EWG, funkcjonujący dziś jako Traktat o funkcjonowaniu Unii Europejskiej.
Prawo unijne ma pierwszeństwo przed aktami prawa wewnętrznego (regułami normatywnymi) państw członkowskich. Związane jest to z zasadą, iż państwo członkowskie nie może powoływać się na przepisy wewnętrzne w celu nierealizowania prawa wspólnotowego, czyli zasadą supremacji prawa Unii. Dyskusyjne jest, czy zasada ta obejmuje także pierwszeństwo przed konstytucjami państw członkowskich. W praktyce, przy pojawieniu się różnic i rozbieżności, konstytucja państwa członkowskiego była zmieniana.
Nad realizacją i przestrzeganiem prawa wspólnotowego czuwa system sądownictwa i administracja państw członkowskich. Stąd jednym z wymogów członkostwa jest posiadanie odpowiedniego aparatu funkcjonowania państwa. Mimo że prawo wspólnotowe stworzyły państwa członkowskie, podpisując i ratyfikując traktaty założycielskie, jak orzekł Trybunał Sprawiedliwości, jego podmiotami stały się również jednostki. Nie wszystkie normy prawa wspólnotowego mają bezpośredni skutek wobec jednostek, a i sama pozycja jednostek w prawie wspólnotowym nie jest jeszcze tak silna, jak w prawie wewnętrznym państw członkowskich.

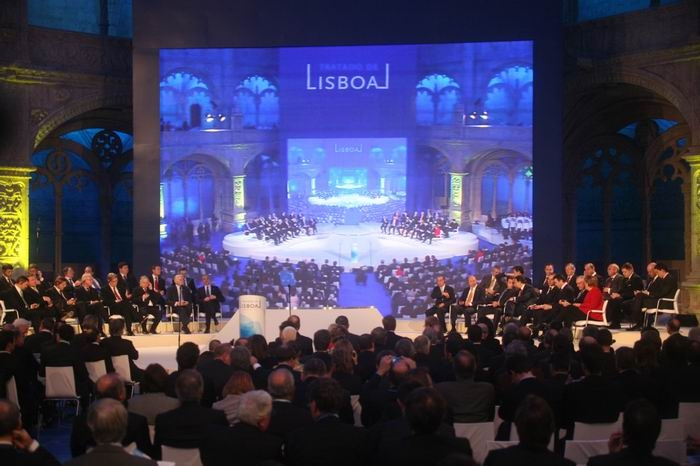
Portugalia, Lizbona, uroczystość podpisania traktatu (13 grudnia 2007)

Prawo stanowione w ramach Unii Europejskiej można podzielić na prawo pierwotne, a więc traktaty założycielskie, traktaty modyfikujące, traktaty akcesyjne i prawo wtórne, na które składają się rozporządzenia, dyrektywy, decyzje, opinie, zalecenia; pomiędzy pierwotnym a wtórnym należy umieścić umowy międzynarodowe zawierane przez Unię Europejską, bądź wcześniej przez Wspólnotę Europejską, której to Unia jest następcą prawnym. Szczególną rolę w tym systemie posiadają umowy stowarzyszeniowe oraz umowy zawierane z państwami EFT-y.
Osobny charakter mają akty prawne podejmowane w ramach wspólnej polityki zagranicznej i bezpieczeństwa oraz wspólnej polityki bezpieczeństwa i obrony. Obie te polityki zachowały specyficzny status, nawiązujący w pewnym stopniu do filarowości znanej z Maastricht, Amsterdamu i Nicei. Akty te, przez swój ściśle międzyrządowy charakter, obowiązkową jednomyślność, brak możliwości narzucenia i egzekucji przez organy ponadnarodowe, śladowe kompetencje Trybunału Sprawiedliwości, zaliczane mogą być do prawa międzynarodowego publicznego. Wraz z rozwojem wspólnego dorobku w tych politykach, następuje proces ich ściślejszego powiązania prawem Unii.
Terytorialny zasięg prawa unijnego pokrywa się z terytorium państw członkowskich Unii Europejskiej. Terytoria zależne nie są częścią Unii, a więc prawo Unii nie jest tam stosowane lub jego stosowanie jest minimalne. Zmiana statusu na integralną część państwa członkowskiego wiąże się także z przynależnością do Unii, udziałem w jej politykach, jak i koniecznością akceptacji prawa Unii (taka sytuacja miała miejsce w 2011, gdy Majotta zmieniła status ze zbiorowości zamorskiej na departament zamorski). Rozszerzeniem stosowania prawa unijnego są umowy stowarzyszeniowe zawierane z państwami europejskimi, w których to państwa te godzą się dostosować swoje prawo do wymogów UE. Osobnym przykładem jest Europejski Obszar Gospodarczy. Norwegia, Islandia i Liechtenstein zobowiązały się, w zamian za uczestnictwo w niektórych wspólnych politykach, do akceptacji prawa stanowionego w ich ramach. W rzeczywistości państwa EOG implementują ok. 70% prawa Unii do swego porządku krajowego.
W użyciu spotykany jest także termin prawo wspólnotowe. Do 2009 roku terminem tym określano wszystkie akty prawne powstałe w ramach pierwszego filara. Dla odróżnienia termin prawo unijne kojarzony był bądź z prawem drugiego i trzeciego filara, bądź z wszystkimi łącznie aktami prawa powstałymi w ramach UE bez względu na filar. Wraz z wejściem w życie Lizbony przestała obowiązywać struktura filarowa i przestała istnieć Wspólnota Europejska. Zatem od 1 grudnia 2009 r. termin prawo wspólnotowe jako określenie aktów prawa powstałych w ramach Unii Europejskiej jest nadużyciem, gdyż w ramach Unii nie ma już żadnej z dawnych trzech Wspólnot. Termin prawo wspólnotowe może być za to użyty do wciąż istniejącego i wyłączonego z Unii Europejskiej Euratomu. Europejska Wspólnota Energii Atomowej jest osobną organizacją międzynarodową i prawo stanowione w jej ramach może być określane mianem wspólnotowe.

### Traktat lizboński

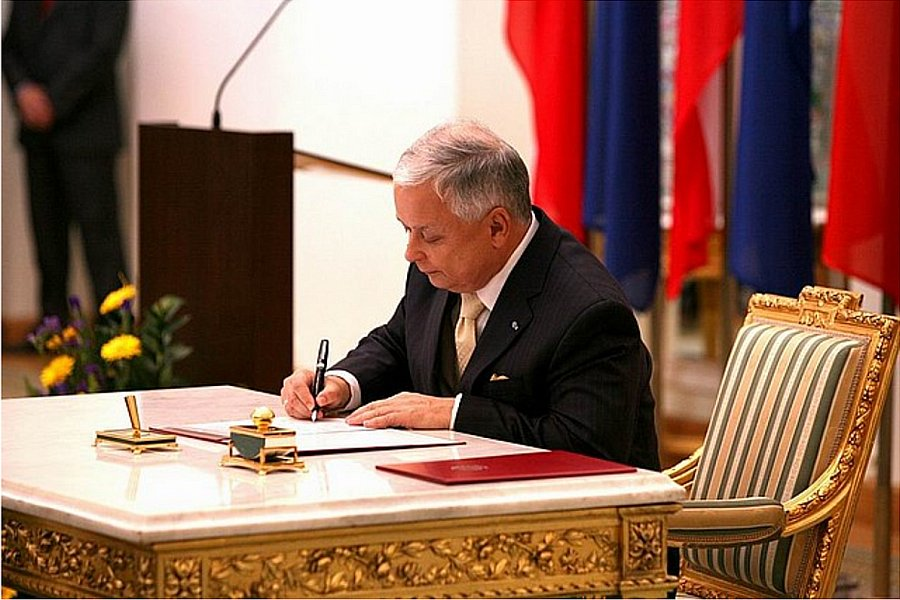
Ostatni etap ratyfikacji Traktatu w Polsce – podpis prezydenta Lecha Kaczyńskiego

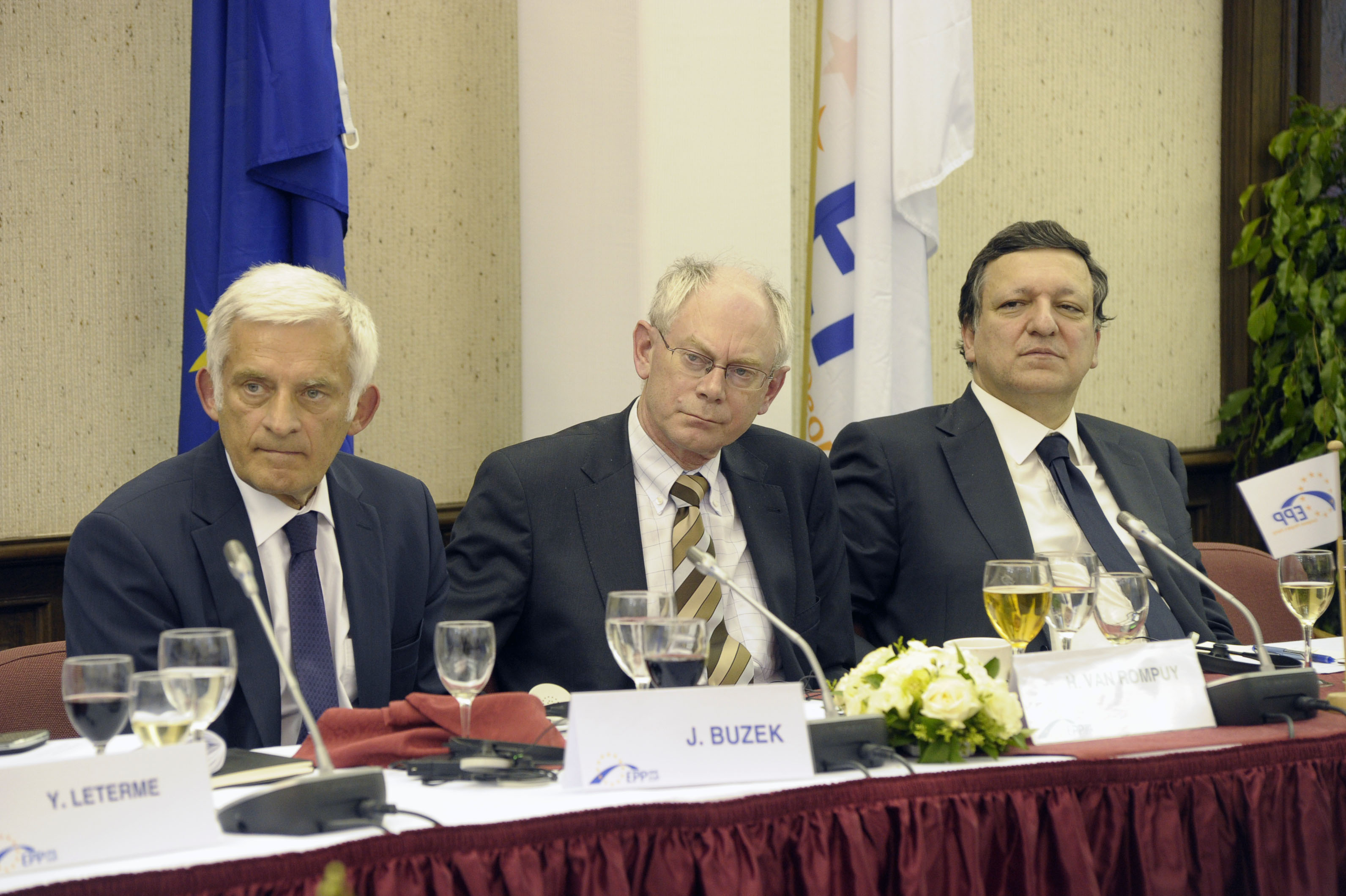
Europejska „wielka trójka” po traktacie lizbońskim: Buzek, Van Rompuy, Barroso

Zwany początkowo „traktatem reformującym”. Zawiera zmiany w Traktacie o Unii Europejskiej i Traktacie ustanawiającym Wspólnotę Europejską. Nazwa drugiego z wymienionych traktatów zostaje zmieniona na Traktat o funkcjonowaniu Unii Europejskiej. Wszedł w życie 1 grudnia 2009 r., pierwotnie miał wejść w życie 1 stycznia 2009 roku, ale nie został ratyfikowany przez wszystkie strony w wymaganym czasie. Traktat lizboński jest efektem prac wynikających z fiaska Traktatu ustanawiającego Konstytucję dla Europy. Najważniejszymi założeniami Lizbony są zniesienie podziału na Wspólnotę Europejską i Unię Europejską, nadanie Unii Europejskiej osobowości prawnej, przekształcenie Unii w organizację międzynarodową, zniesienie podziału filarowego, dodanie nowych polityk, uszczegółowienie zasad rządzących Unią, podział kompetencji pomiędzy Unię a państwa członkowskie, sprecyzowanie katalogu źródeł prawa Unii, sprecyzowanie procedur stanowienia i rewizji prawa pierwotnego Unii, określenie nowego miejsca Unii na arenie międzynarodowej i w systemie światowego bezpieczeństwa, powołanie nowych instytucji, wzmocnienie roli Parlamentu Europejskiego, umocnienie roli parlamentów narodowych, prawne usankcjonowanie Eurogrupy, umocnienie zasady elastyczności, reforma systemu głosowania w Radzie Unii Europejskiej, usprawnienie działań Unii grupującej 27 państw członkowskich.

#### Karta praw podstawowych
Pragnąc zagwarantować poszanowanie praw człowieka w Unii Europejskiej w 2000 r. przedstawiciele Komisji Europejskiej, Rady Europejskiej i Parlamentu Europejskiego przyjęli w formie deklaracji dokument nazwany Kartą Praw Podstawowych. Przy tworzeniu Traktatu ustanawiającego Konstytucję dla Europy postanowiono włączyć jej przepisy do prawa pierwotnego poprzez uczynienie przepisów Karty jednym z rozdziałów Konstytucji. Wraz z odrzuceniem TKE przez społeczeństwa Francji i Niderlandów przystąpiono do negocjacji nad nowym Traktatem. Zdecydowano, że KPP nie będzie literalnie zapisana w przeredagowanych Traktatach: o Unii Europejskiej i ustanawiającym Wspólnotę Europejską (obecny TFUE). Karta dołączona została do Traktatów w formie deklaracji. Nadrzędną ideą włączenia przepisów Karty do acquis Unii jest chęć podkreślenia tych praw na poziomie ponadnarodowym, który to ma moc nadrzędną wobec porządków prawnych państw członkowskich. Wszystkie przepisy Karty są prawami wynikającymi z konstytucji i aktów prawa wtórnego państw członkowskich, wiążących i deklaratywnych przepisów prawa międzynarodowego. Uczynienie tych praw prawem pierwotnym Unii Europejskiej ma za zadanie:
- umocnienie ich w hierarchii źródeł praw,
- podkreślenie ich nadrzędności w jakimkolwiek systemie prawnym,
- podniesienie prestiżu prawa Unii utożsamianego zazwyczaj z prawem stricte gospodarczym,
- zabezpieczenie obywateli przed potencjalnym łamaniem praw człowieka w Unii Europejskiej przez instytucje Unii.

Wbrew publicystycznym komentarzom, jak i wypowiedziom niektórych polityków, przepisy Karty Praw Podstawowych obowiązują w Polsce. Według protokołu 7 załączonego do TUE, TFUE, TEWEA w sprawie stosowania Karty praw podstawowych Unii Europejskiej do Polski i Zjednoczonego Królestwa wyłączeniu stosowania w systemie sądownictwa ma jedynie tytuł IV KPP. Natomiast artykuł 2 chroni obecne ustawodawstwo krajowe przed uznaniem go za niezgodne z postanowieniami Karty. Praktyka taka została zastosowana w celu ochrony polskiego prawa przed roszczeniową interpretacją Karty Praw Podstawowych.

## Polityka zagraniczna

Misje dyplomatyczne Unii Europejskiej w państwach trzecich

### Europejski Obszar Gospodarczy
Państwa Unii mają zintegrowane rynki z Islandią, Liechtensteinem i Norwegią w ramach Europejskiego Obszaru Gospodarczego. W teorii integracji ekonomicznej zaznacza się, że państwa te osiągnęły pierwszy (strefa wolnego handlu) i trzeci stopień integracji (jednolity rynek), z pominięciem stopnia drugiego (unia celna). Szereg umów liberalizacyjnych zawarto także ze Szwajcarią w 1999 i 2004 r. Państwa te, mimo iż formalnie nie są członkami Unii Europejskiej, uczestniczą w wybranych politykach i porozumieniach (m.in.: układ z Schengen, Dublin II), zobowiązują się do aplikacji niezbędnych unijnych przepisów prawnych do swoich porządków krajowych, co stanowi przykład rozszerzenia zakresu terytorialnego stosowania prawa unijnego.

### Europejska Polityka Sąsiedztwa
Innymi formami rozwoju stosunków gospodarczych, kulturalnych, społecznych i humanitarnych z najbliższymi sąsiadami są projekty realizowane w ramach Europejskiej Polityki Sąsiedztwa: Unia dla Śródziemnomorza i Partnerstwo Wschodnie, Wymiar Północny Unii Europejskiej. Najbardziej konkretne zadania ma Unia dla Śródziemnomorza, która za cel stawia sobie stworzenie strefy wolnego handlu basenu Morza Śródziemnego.

## Religia

Odsetek osób deklarujących wiarę w Boga w państwach UE (2005)

Większość ludności zamieszkującej UE to chrześcijanie (według badań Eurobarometr 2010 w państwach zaliczanych potem do tzw. EU-27 było to 70%). Nie sposób określić dokładnej liczby chrześcijan, ponieważ w niektórych państwach, takich jak Francja, Belgia i Luksemburg konsekwentnie i dosłownie przestrzega się świeckości państwa i państwowe instytuty statystyczne i publiczne ośrodki badawcze nie zbierają informacji na temat denominacji religijnych. Z kolei w innych państwach, w których nie ma formalnego rozdziału Kościoła od państwa, Danii czy Grecji i gdzie obywatele z założenia są członkami Kościołów państwowych, liczba chrześcijan jest wysoce zawyżona. W państwach tych przynależność do Kościołów państwowych jest jedną z wielu oznak tożsamości narodowej, rzadziej natomiast oznacza identyfikację z określonymi doktrynami religijnymi. Europejskie chrześcijaństwo tradycyjnie podzielone jest na trzy odłamy: katolicyzm, protestantyzm i prawosławie. Katolicyzm jest dominującym wyznaniem w Irlandii, Portugalii, Hiszpanii, Francji, Luksemburgu, Belgii, wschodnich i południowych prowincjach Holandii, południowych i zachodnich landach Niemiec, Austrii, Włoszech, Malcie, Słowenii, Węgrzech, Słowacji, Czechach, Polsce, Chorwacji, Litwie oraz w południowo-wschodnich okręgach Łotwy. Protestantyzm tradycji luterańskiej dominuje w środkowych, wschodnich i północnych landach Niemiec, Danii, Szwecji, Finlandii, Estonii i Łotwie; tradycji kalwińskiej i prezbiteriańskiej najliczniejszy jest w środkowej i północnej Holandii, wschodnich Węgrzech i w Szkocji; zaś anglikańskiej w Anglii, Walii i Irlandii Północnej. Natomiast prawosławie jest dominującym wyznaniem na Cyprze, w Grecji, Bułgarii, Rumunii i wschodnich rejonach Łotwy i Estonii.

## Gospodarka
Gospodarka wszystkich państw tworzących Unię Europejską rozpatrywanych łącznie, jakby stanowiły jedno państwo. W 2010 roku PKB Unii Europejskiej wynosił 12,279 biliona € (16,282 biliona $), co oznacza że gospodarka Unii Europejskiej była większa od największej gospodarki pojedynczego państwa, Stanów Zjednoczonych.

### Euratom
Między rokiem 1993 a 2009 (czyli od wejścia w życie traktatu z Maastricht do czasu wejścia w życie traktatu z Lizbony) Euratom był częścią Unii Europejskiej (w ramach tzw. pierwszego filara). Obecnie został osobną organizacją międzynarodową Euratom, której podstawą funkcjonowania jest Traktat ustanawiający Europejską Wspólnotę Energii Atomowej. Wyrazem powiązania Unii Europejskiej i Europejskiej Wspólnoty Energii Atomowej jest jedność instytucji i organów, jak i niemożność członkostwa tylko w jednej z tych dwóch organizacji.

## Kultura
Osobny artykuł: Kultura w Unii Europejskiej
- Europejska Stolica Kultury – europejskie miasto wybrane przez Unię Europejską, które w ciągu jednego roku może zaprezentować życie kulturalne miasta, całego regionu i państwa.

W większości przypadków miasta starają się wykorzystać tę okazję i związane z nią fundusze (po 1,5 mln euro od UE w 2010 r.)[1] na rozwinięcie swojej oferty kulturalnej, tak by mogły przyciągnąć międzynarodową publiczność. Wybrany ośrodek przez 12 miesięcy przedstawia swoje dziedzictwo historyczne. Miasta i regiony organizują specjalnie na tę okazję koncerty, festiwale, pokazy, konferencje i inne działania reklamujące miasto i region.

### Symbole

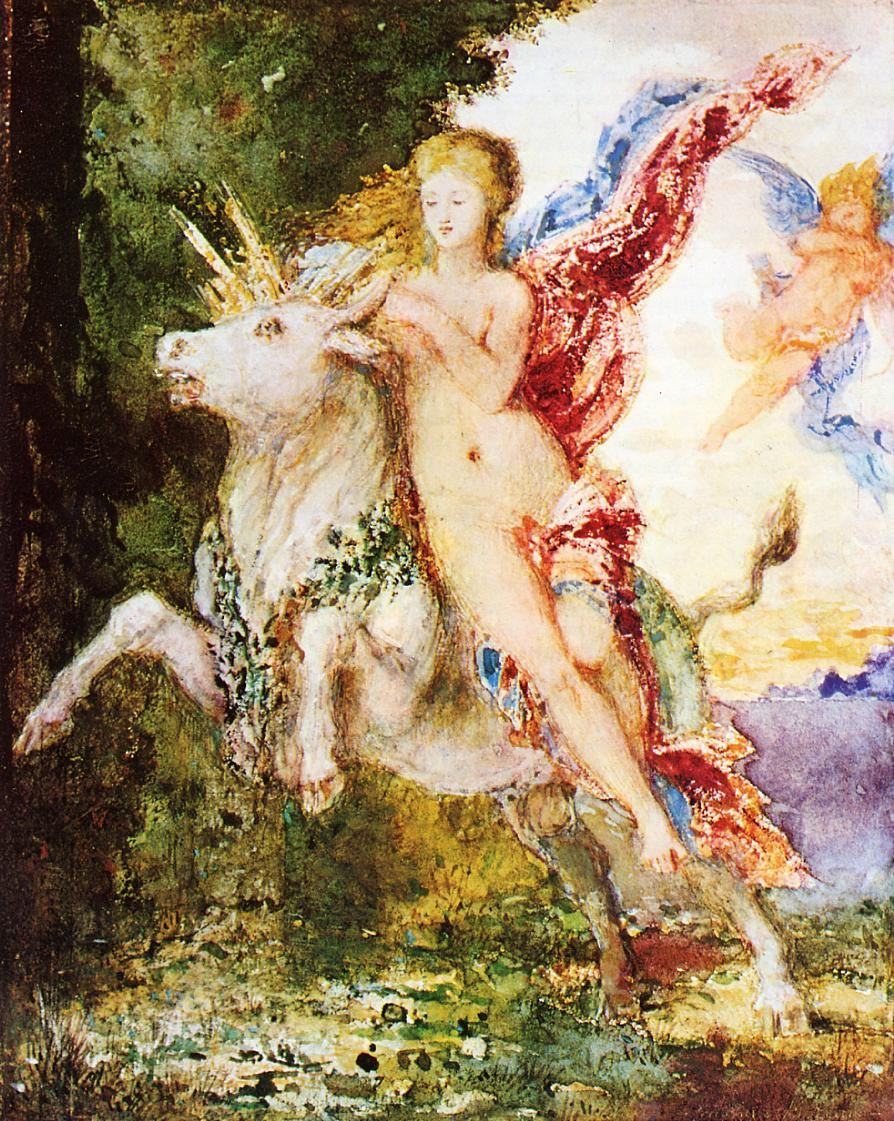
Europa (z mitologii greckiej). Wielokrotnie podkreśla się wspólną tożsamość, historię, tradycję prawną i dziedzictwo kulturowe. UE pretenduje do stworzenia silniejszej współpracy niż tylko współpraca gospodarcza

Unia Europejska jest gospodarczo-politycznym związkiem dwudziestu siedmiu demokratycznych państw europejskich, będącym efektem wieloletniego procesu integracji politycznej, gospodarczej i społecznej. Jest zarazem największą i najprężniejszą organizacją tego typu na świecie. Posiada symbole, które przyjęte zostały podczas szczytu UE w Brukseli w 18 czerwca 2004 roku i zapisane w Traktacie Konstytucyjnym dla Unii Europejskiej. Ostatecznie, by nie sugerować, że UE jest superpaństwem – odstąpiono w Traktacie Reformującym od unijnych symboli Unii, jednak pozostają one aktualne dla państw członkowskich.
- Hymn europejski[81] – finałowa kantata z IX Symfonii Ludwiga van Beethovena jest hymnem Unii Europejskiej[81]. Z racji wielojęzycznego charakteru Unii hymn posiada jedynie wersję instrumentalną opracowaną przez Herberta von Karajana. Rada Europy w 1972 roku uznała Odę do radości za swój hymn[81], a oficjalny status hymnu Oda uzyskała dopiero w roku 1985[82]. Poproszono jednocześnie Herberta von Karajana o aranżację monumentalnego dzieła Beethovena. Zostało ono zinstrumentowane na fortepian, instrumenty dęte i orkiestrę symfoniczną.
- Flaga europejska[83] przedstawia dwanaście nieodwracalnych złotych gwiazd rozłożonych w okręgu na niebieskim tle symbolizuje jedność wszystkich obywateli Unii, których liczba nie zależy od liczby państw członkowskich[84]. Autorem projektu wstępnego w 1951 r. był hiszpański dyplomata Salvador de Madariaga y Rojo (projekt z ośmioramiennymi gwiazdami ułożonymi według położenia geograficznego stolic krajów członkowskich). Autorem projektu ostatecznego z 1955 r. był francuski plastyk, katolik Arsène Heitz. Projekt był inspirowany motywem wieńca z 12 gwiazd nad głową Maryi Panny, będący odniesieniem do Apokalipsy św. Jana. Za pierwowzór flagi paneuropejskiej w 1923 r. (na niebieskim tle złoty okrąg symbolizujący słońce, a na nim czerwony krzyż) uznaje się Richarda Coudenhove-Kalergi.
- Dzień Europy obchodzony 9 maja we wszystkich państwach członkowskich od 1986 r. na pamiątkę ogłoszenia Deklaracji Roberta Schumana, dokumentu, który zapoczątkował proces jednoczenia Europy[85].
- Dewiza Unii Europejskiej – tj. motto Unii Europejskiej brzmiące w wersji łacińskiej In varietate concordia, a ogłoszone na sesji Parlamentu Europejskiego 4 maja 2000 roku. W tłumaczeniu na język polski dewiza europejska brzmi Jedność w różnorodności lub Zjednoczona w różnorodności.
- Znakiem graficznym euro jest grecka litera epsilon przecięta dwiema równoległymi liniami (€). Symbolizuje ona korzenie cywilizacji europejskiej, próby zintegrowania naszego kontynentu i zapewnienia stabilizacji wewnętrznej.
- Paszport potwierdzający obywatelstwo jednego z państw Unii Europejskiej. Okładka w kolorze burgundzkiego wina.
- Domena internetowa .eu związana bezpośrednio z Unią Europejską. Uruchomienie jej nastąpiło 7 grudnia 2005 r. Początkowo uprawnione do rejestracji były tylko instytucje publiczne z Unii Europejskiej (w tym przypadku zastępuje ona domenę.eu.int) oraz organizacje posiadające prawa do znaków towarowych. Rejestracja jest dostępna dla wszystkich od 7 kwietnia 2006 r.